# Lyngen
Lyngen (en sami septentrional: Ivggu suohkan; en kven: Yykeän komuuni) es un municipio de Troms, Noruega. El centro administrativo es Lyngseidet. Otras localidades son Furuflaten, Lattervika, Nord-Lenangen y Svensby.

## Etimología
El nombre procede del fiordo de Lyngen (nórdico antiguo: Lygnir). El nombre deriva de la palabra logn, que significa «silencio» o «calma».

## Historia

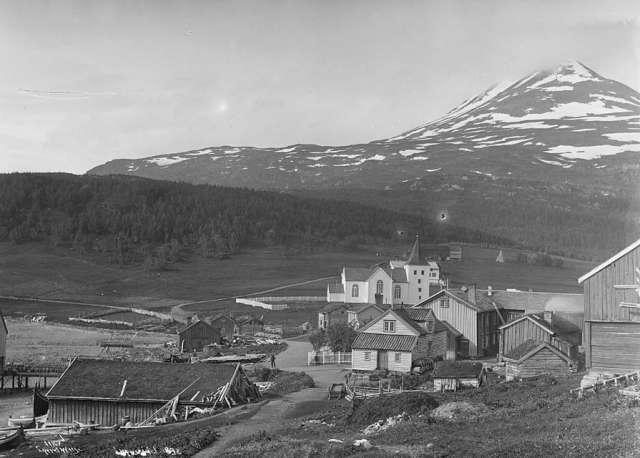
Lyngseidet en 1890

La iglesia de Lyngen fue construida en Karnes en 1731, siendo trasladada a Lyngseidet en 1740. En 1775 fue reconstruida y entre 1840 y 1845 se construyó la torre, galerías, ventanales y el revestimiento.
Durante la Guerra Fría el ejército noruego planeó abandonar Finnmark y detener a los soviéticos en la ruta E6 entre el Lyngenfjorden y las montañas. Aunque también se sospechaba que los soviéticos se abrieran paso a través Finlandia y por el norte de Suecia (norte de Kiruna, sur de Treriksröset) y llegar por Signaldalen.

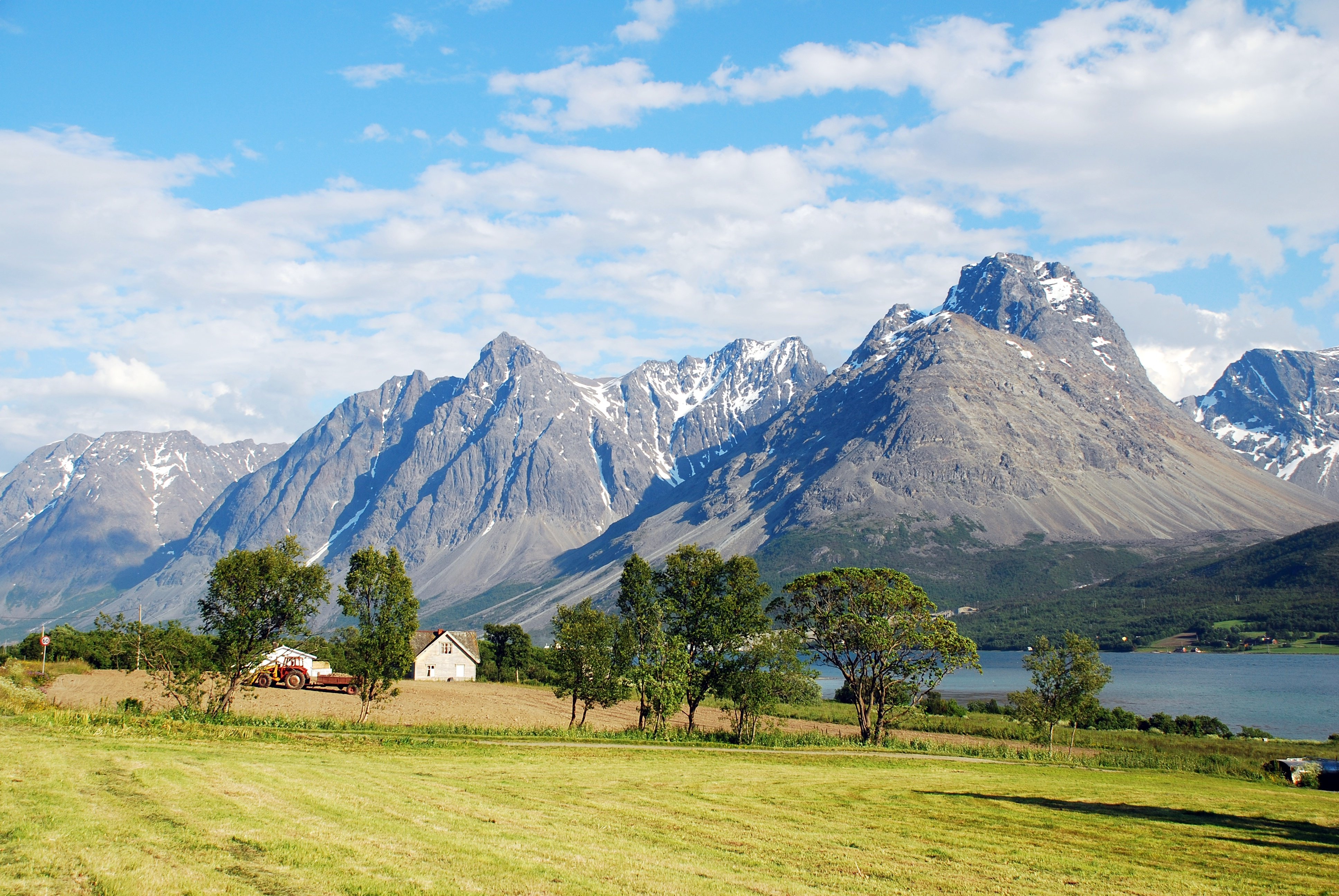
Vista de Bensnes

## Geografía
El municipio se sitúa en la península de Lyngen, colindando con el fiordo de Lyngen al este y con el Ullsfjorden al oeste.
En la península de Lyngen abundan las montañas, que pertenecen a los Alpes de Lyngen. El punto más alto es Jiehkkevárri, alcanzando 1833m. Otra cima es Store Lenangstind. El glaciar Strupbreen se extiende a lo largo de las montañas, al noroeste de Lyngseidet. Loa alpes de Lyngen son uno de los destinos favoritos de los esquiadores freeride.

### Clima

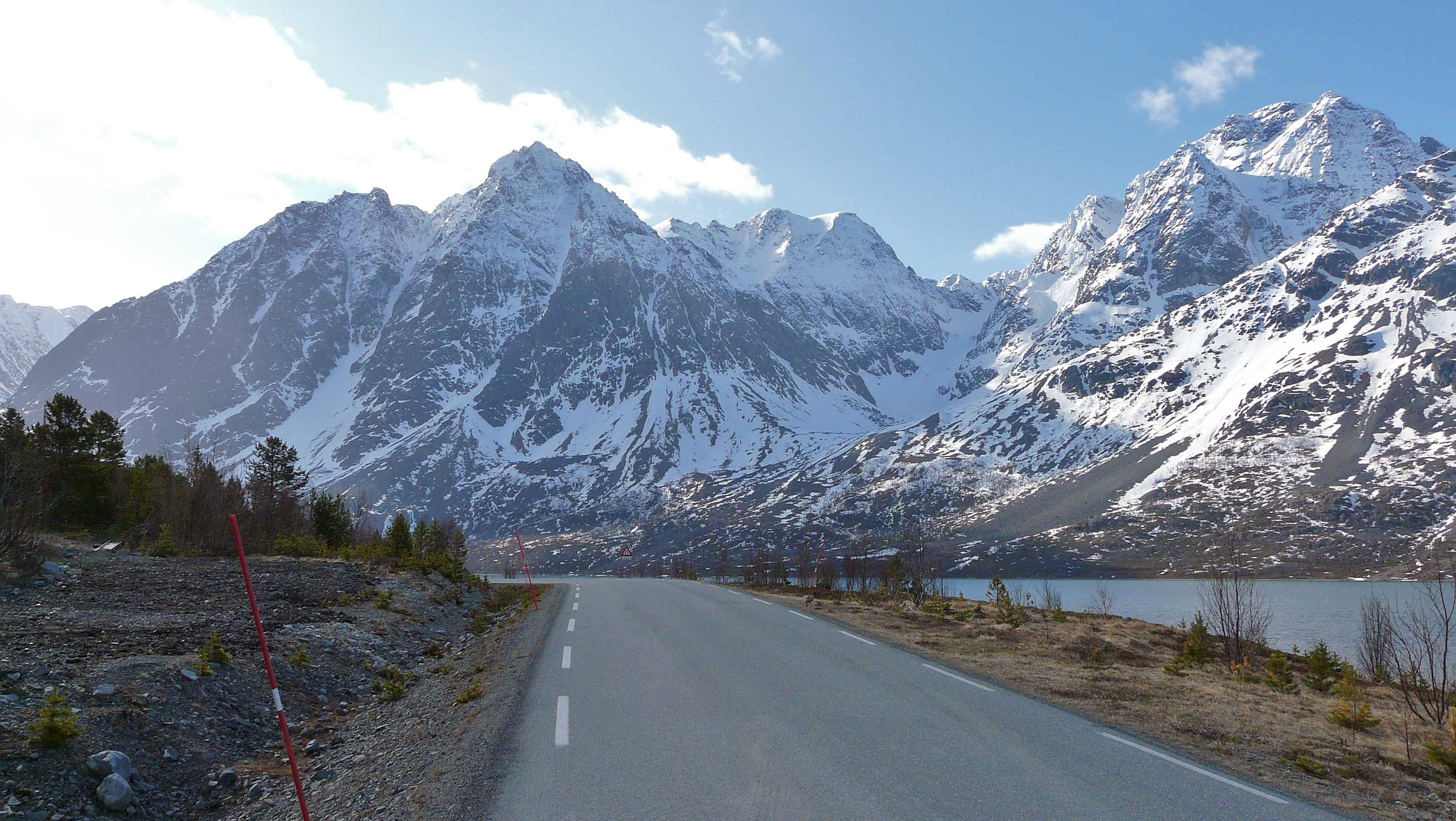
Riksvei 91, ruta de Lyngen

Los inviernos son largos y abundantes en nieve, aunque no muy fríos. El promedio de noviembre a abril se mantiene bajo cero, con enero promediando -4,5 °C. Mayo promedia 5,5 °C. Y en verano julio tiene 12,5 °C, agosto 11,6 °C y octubre 3,5 °C. Las precipitaciones anuales varían entre los 500 mm a 950 mm.
Primavera es la estación más seca con 30 mm de marzo a junio siendo octubre el mes más lluvioso.  En los alpes de Lyngen, las temperaturas son bajo cero de octubre a mayo y suelen caer unos 5 m de nieve

## Transportes
Existe un servicio de transporte marítimo. Mediante ferris conectan con Breivikeidet en Tromsø y Olderdalen en Kåfjord, conectándose con la ruta E6. Hay una ruta alternativa que conecta con la ruta E6 sin necesidad de un ferry al sur. 

## Gobierno
El municipio se encarga de la educación primaria, asistencia sanitaria, atención a la tercera edad, desempleo, servicios sociales,  desarrollo económico, y mantenimiento de caminos locales. 

### Concejo municipal
El concejo municipal (Kommunestyre) tiene 19 representantes que son elegidos cada 4 años y estos eligen a un alcalde. Estos son:

### Lyngen Kommunestyre 2015-2019
| Partido                     | Número de representantes |
| --------------------------- | ------------------------ |
| Partido Laborista           | 5                        |
| Partido del Progreso        | 1                        |
| Partido Conservador         | 3                        |
| Partido Demócrata Cristiano | 2                        |
| Partido Verde               | 1                        |
| Partido de Centro           | 1                        |
| Independientes              | 6                        |

## Demografía
| Gráfica de evolución demográfica de Lyngen entre 1960 y 2018 |
|                                                              |

Lyngen experimenta un crecimiento negativo de la población desde 2010, que hasta 2015 era de un 3.9%.